# Sasonichus
Sasonichus is een geslacht van spinnen uit de familie Barychelidae.

## Soorten
Het geslacht kent de volgende soort:
- Sasonichus sullivani Pocock, 1900